# SMS Erzherzog Ferdinand Max (1905)
SMS Erzherzog Ferdinand Max – przeddrednot zbudowany dla Austro-Węgierskiej Marynarki Wojennej w latach 1904–1906. Był ostatnim okrętem z typu Erzherzog Karl. Został zwodowany 21 maja 1905 roku. Razem ze swoimi siostrzanymi okrętami tworzył III Dywizjon Pancerników.
Przez większość I wojny światowej okręt pozostawał w swoim porcie macierzystym w Puli, w obecnej Chorwacji, poza czterema zadaniami. W 1914 r. pancernik był częścią austro-węgierskiej flotylli, która została wysłana w celu eskorty dwóch niemieckich okrętów, SMS „Breslau” i SMS „Goeben”, w trakcie ucieczki z brytyjskiego terytorium Morza Śródziemnego. Okręt dopłynął na wysokość Brindisi zanim został odwołany do swojego portu. W maju 1915 r. brał udział w ostrzale włoskiego miasta portowego Ankona. „Erzherzog Ferdinand Max” uczestniczył również w stłumieniu powstania członków załóg kilku krążowników pancernych stacjonujących w Kotorze w dniach 1–3 lutego. Następnie wziął też udział w próbie przełamania blokady Cieśniny Otranto w czerwcu tego samego roku, lecz musiał się wycofać, kiedy drednot „Szent István” został zatopiony. Po wojnie „Erzherzog Ferdinand Max” został przekazany Wielkiej Brytanii jako pryz. Został zezłomowany we Włoszech w 1921 roku.

## Konstrukcja

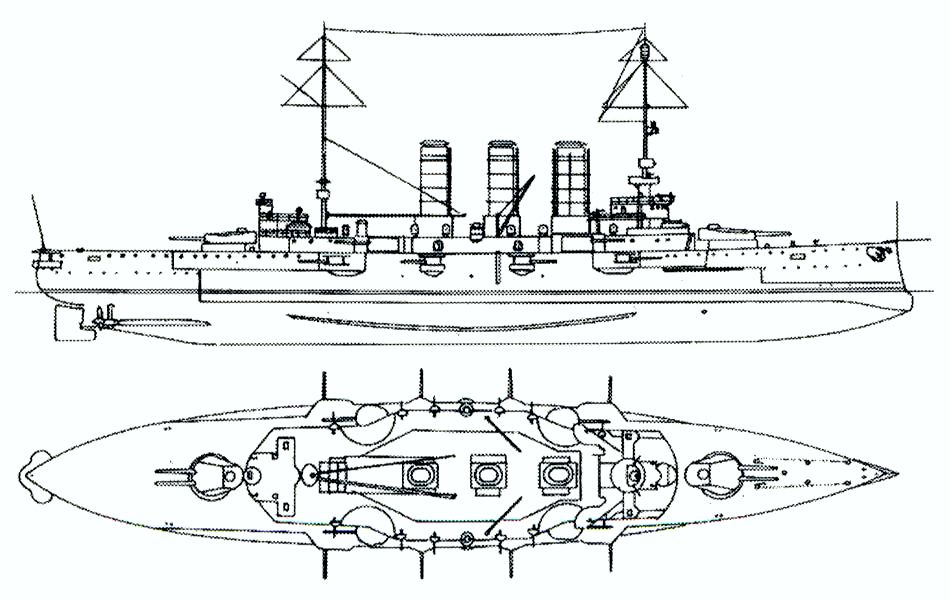
Rzut z lewej burty i plan pokładu pancernika typu Erzherzog Karl

Wyporność pancernika SMS „Erzherzog Ferdinand Max” wynosiła 10 640 t. Miał 126,2 m długości całkowitej (124,35 m długości na linii wody), 21,78 m szerokości i 7,51 m zanurzenia. Załoga składała się z 37 oficerów i 703 marynarzy. On i jego siostrzane okręty były ostatnimi i największymi przeddrednotami zbudowanymi przez Austro-Węgry, przerastając pancerniki typu Habsburg o około 2000 ton. Okręt był napędzany za pomocą dwóch czterocylindrowych maszyn parowych potrójnego rozprężania. Były one zasilane w parę przez 12 kotłów Yarrow opalanych węglem, rozmieszczonych w trzech kotłowniach. Podczas rejsu maszynownia okrętów zapewniała 18 000 KM (według innych źródeł 13 530 KM) mocy, co pozwalało osiągnąć prędkość 20,5 węzła. Było to o jeden węzeł więcej niż pierwotnie zakładano.
Uzbrojenie główne pancernika składało się z czterech działa Škoda K01 kal. 240 mm L/40, po dwa w dwóch wieżach artyleryjskich. Działa te były austro-węgierskimi replikami dział Krupp C97 kal. 240 mm L/40, użytych na pancernikach typu Habsburg . Maksymalny kąt podniesienia dział wynosił od -4° do +20°, a kąt ostrzału 150° na każdą burtę . 45-kilogramowy ładunek prochu nadawał pociskom prędkość wylotową 725 m/s, co przy kącie podniesienia 9,15° dawało zasięg ok. 10 tysięcy metrów . Szybkostrzelność wynosiła trzy do czterech strzałów na minutę . Artylerię średniego kalibru stanowiło 12 dział Škoda kal. 190 mm L/42 , zamontowanych w ośmiu pojedynczych kazamatach na burtach okrętu i w czterech pojedynczych wieżach artyleryjskich, po dwóch na każdej burcie. Działa mogły wystrzeliwać 97-kilogramowe pociski przeciwpancerne na odległość 20 000 m przy maksymalnym podniesieniu lufy i prędkości wylotowej pocisku 800 m/s. Szybkostrzelność wynosiła trzy strzały na minutę . Okręt posiadał lekkie uzbrojenie do obrony przed torpedowcami. Było to 12 dział Škoda kal. 66 mm L/45 . Obronę przeciwlotniczą stanowiły cztery działka Vickers kal. 37 mm kupione od Wielkiej Brytanii w 1910 roku i zamontowane na pancerniku . Pancernik był również wyposażony w dwie nadwodne wyrzutnie torpedowe kal. 450 mm, lecz były one rzadko używane.

## Służba

### Czas pokoju
W 1908 roku „Erzherzog Ferdinand Max” razem ze swoimi siostrzanymi okrętami odbył rejs po zachodnim Morzu Śródziemnym, zatrzymując się podczas swojej podróży w Barcelonie, Gibraltarze, Tangerze, Maladze oraz na Korfu. Pancerniki typu Erzherzog Karl odbyły jeszcze dwa rejsy po Morzu Śródziemnym: w 1909 i 1910 roku .

### I wojna światowa
W momencie wybuchu I wojny światowej okręt był przypisany do III Dywizjonu Pancerników Austro-Węgierskiej Marynarki Wojennej. Pancernik został zmobilizowany w celu eskorty SMS „Goeben” i SMS „Breslau” podczas ich ucieczki. Niemieckie krążowniki próbowały wyrwać się z Cieśniny Mesyńskiej, która była otoczona przez brytyjskie okręty i uciec do Turcji. Ich ucieczka powiodła się. Austro-węgierska flota została odwołana, gdy była na wysokości Brindisi na południu Włoch. W towarzystwie innych austro-węgierskich jednostek, „Erzherzog Ferdinand Max” wraz z dwoma „bliźniakami” wziął udział w bombardowaniu Ankony 24 maja 1915 roku. Okręty zużyły 24 pociski przeciwpancerne kal. 240 mm ostrzeliwując stacje przekaźnikowe i semaforowe oraz 74 pociski kal. 190 mm do bombardowania włoskich baterii obrony wybrzeża i innych instalacji portowych.
1 lutego 1918 roku wybuchł bunt wśród załóg krążowników pancernych stacjonujących w Kotorze, włączając to załogi SMS „Sankt Georg” i SMS „Kaiser Karl VI”. Dwa dni później do portu przybyły trzy pancerniki typu Erzherzog Karl i asystowały tłumieniu buntu. Po jego spacyfikowaniu krążowniki „Sankt Georg” i „Kaiser Karl VI” zostały wycofane ze służby, a pancerniki typu Erherzog Karl zostały na stałe przeniesione do portu w Kotorze. Admirał Miklós Horthy planował na poranek 11 czerwca atak na siły brytyjskie blokujące Cieśninę Otranto. Trzy pancerniki typu Erzherzog Karl i cztery typu Tegetthoff miały osłaniać krążowniki typu Novara. Plan zakładał powtórzenie sukcesu rajdu przeprowadzonego rok wcześniej. Horthy chciał zniszczyć flotę blokującą cieśninę poprzez zwabienie brytyjskich okrętów do krążowników i mniejszych jednostek, które były osłaniane przez działa pancerników, w tym okręty typu Erzherzog Karl. Jednak rano 10 czerwca drednot „Szent István” został storpedowany i zatopiony przez włoski kuter torpedowy. Horthy uznał, że element zaskoczenia został stracony i odwołał operację. Miało to być ostatnie zadanie bojowe, w którym wziął udział „Erzherzog Ferdinand Max”. Resztę wojny okręt spędził w porcie w Puli.
Niedługo po zakończeniu wojny pancernik „Erzherzog Ferdinand Max” został przejęty przez nowo utworzone Państwo Słoweńców, Chorwatów i Serbów, lecz później przekazany Wielkiej Brytanii w ramach reparacji wojennych. Złomowano go we Włoszech w 1921 roku.